# Ninian Paton
Ninian Paton (den yngre), född 1 mars 1830 i Stockholm, död 4 mars 1907, var en svensk grosshandlare och skeppsredare verksam i Stockholm och Södertälje. 

## Biografi
Ninian Paton var son till James Paton (1794–1867) och Sophia Charlotta Falkenholm (1807–1873) samt brorson till Ninian Paton den äldre (1802–1856) som var affärsman och efter 1849 brittisk vicekonsul i Sverige. Släkten på manliga sida härstammade från Skottland. År 1855 blev Ninian Paton (den yngre) delägare i faderns skeppsrederifirma James Paton & Co och ensamägare efter faderns död 1867. Han var ledamot i direktionen vid Stockholms Sjömanshus från 1868 och ordförande där från 1880. Paton var efter 1868 ledamot i direktionen över Handelsflottans pensionsanstalt.

### Personligt
Namnet Paton är intimt förknippat med Patonska gården i Södertälje som familjen Paton ägde mellan omkring 1850 och 1895. Huvudbyggnaden står sedan 1967 på friluftsmuseet Torekällberget. Ninian Paton var även delägare i Patons malmgård och fåfängan i Stockholm som han ärvde tillsammans med sin svåger Harald Theodor Funch efter moderns död 1873.
Ninian Paton var gift med Agnes C.A. Svensson (1840–1876). Han fann sin sista vila på Norra begravningsplatsen där han gravsattes i familjegraven den 9 mars 1907. I samma grav finns hustrun Agnes Paton och brodern James Paton.

## Referenser

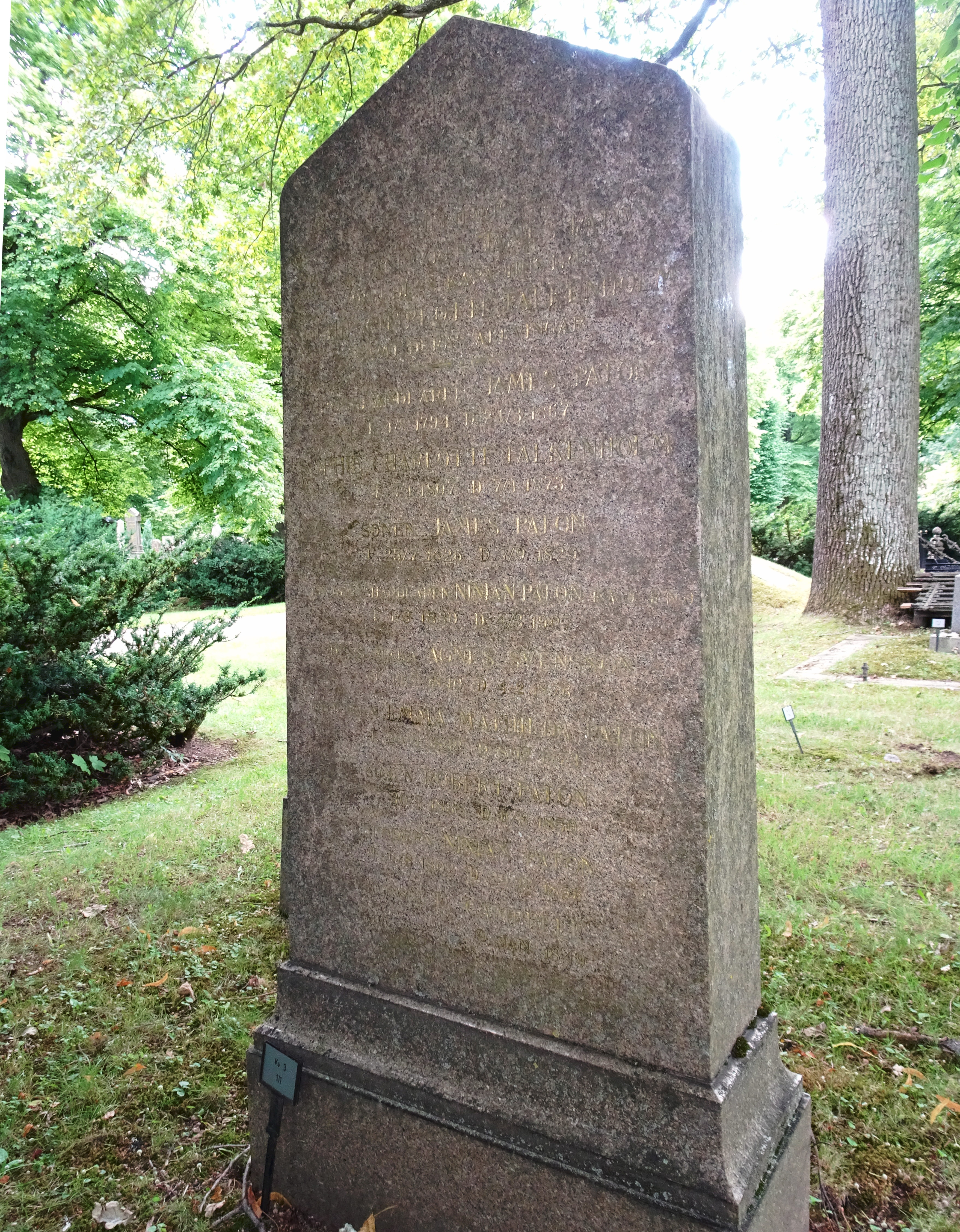
Patons familjegrav på Norra begravningsplatsen.